# تجي نعشق
تجي نعشق وهي إحدى اغاني فهد الكبيسي أنتج هذا الألبوم في 2012 تحت اشراف الملحن عبدالله المناعي؛ , تعاون الكبيسي مع العديد من الأسماء اللامعة في الخليج.
في الكلمات بدر بورسلي، العاني، أحمد علوي، الأماني، عبد السلام بن سوار، ناصر البدري، رياض العوض، حسين المحضار، عبد الله الشريف.
أما في الألحان مشعل العروج، خالد الشيخ، عبد العزيز العبكل، عبد الله الجاسم، بندر سعد، أحمد برهان، عبد الله الشريف، ماجد المخيني، ومشرف الالبوم عبدالله المناعي. أما في مجال التوزيع الموسيقي فقد تعاون مع سيروس، إسماعيل تونش بلاك، عصام الشرايطي، وليد فايد، زيد نديم
حقق الألبوم نجاحاً ساحقاً ليعتبر نقطة تحول جذرية في مسيرة فهد الفنية. أغاني الألبوم كالأتي:
- تجي نعشق
- تصدد
- إلا الموت
- على حسنة
- يا جحود
- متى الجيه
- إلا إنت
- عفيه علي
- بعيد الشر
- كلي حلالك
- تخليني
- أكثر إنسان
- سلامة قلبك
- حالي معه

## الانتقادات
لكل عمل فني انتقادات. ولكن أتت الانتقادات هنا لاذعة جراء فيديو كليب أغنية تجي نعشق 
حيث إنتقده البعض لطريقة تصوير الفيديو كليب التي لا تمت للأغنية بصلة وخلوها من العنصر النسائي ليصرح بعد ذلك في برنامج تو الليل الذي يعرض على قناة الوطن الكويتية أنه يرفض العارضات والراقصات في كليباته، ومع ذلك حققت الأغنية نسبة عالية بمشاهدة على موقع YouTube .

## وصلات خارجية
- فيديو كليب تجي نعشق
- فهد الكبيسي: ارفض العارضات والراقصات في كليباتي
- فهد الكبيسي..ينتهي من تصوير «نعشق ببيروت» - جريدة الرياض